# Eddie Lawson
Eddie Lawson (* 11. März 1958 in Upland, Kalifornien) ist ein ehemaliger US-amerikanischer Motorrad- und Automobilrennfahrer.

## Karriere
Lawson gewann in den Jahren 1981 und 1982 die US-amerikanische Superbike-Meisterschaft auf einer Kawasaki Z 1000 (Z 1000 J bzw. 1982 Z 1000 S1).
Mit Yamaha errang er die Weltmeisterschaften der Jahre 1984, 1986 und 1988 in der 500-cm³-Klasse der Motorrad-Weltmeisterschaft. Zur Saison 1989 wechselte er zum Rothmans-Honda-Team von Erv Kanemoto und gewann zum vierten Mal den WM-Titel in der Königsklasse. Mit dieser Leistung gilt „Steady Eddie“ als einer der erfolgreichsten Rennfahrer der Geschichte. Insgesamt war der US-Amerikaner 31-mal siegreich in der Klasse bis 500 cm³.
Von 1992 bis 1994 startete Lawson in der Indy-Lights-Serie, 1996 erreichte er auf Lola-Mercedes Rang 20 in der Champ-Car-Serie.
Im Jahr 1999 wurde Eddie Lawson in MotoGP Hall of Fame aufgenommen.

## Statistik

### Erfolge
- 1980 – AMA 250cc Meister auf Kawasaki
- 1981 – AMA 250cc Meister auf Kawasaki
- 1982 – AMA Superbike Meister auf Kawasaki
- 1983 – AMA Superbike Meister auf Kawasaki
- 1983 – Dritter beim 200-Meilen-Rennen von Imola auf Yamaha
- 1984 – 500-cm³-Weltmeister auf Yamaha
- 1985 – Sieger beim 200-Meilen-Rennen von Imola auf Yamaha
- 1985 – 500-cm³-Vize-Weltmeister auf Yamaha
- 1986 – 500-cm³-Weltmeister auf Yamaha
- 1986 – Sieger beim Daytona 200 auf Yamaha
- 1987 – 500-cm³-WM-Dritter auf Yamaha
- 1988 – 500-cm³-Weltmeister auf Yamaha
- 1989 – 500-cm³-Weltmeister auf Honda
- 1990 – Sieger beim 8-Stunden-Rennen von Suzuka zusammen mit Tadahiko Taira auf Honda
- 1993 – Sieger beim Daytona 200 auf Yamaha
- 31 Grand-Prix-Siege

### Ehrungen
- Aufnahme in die MotoGP Hall of Fame
- Aufnahme in die Motorcycle Hall of Fame[1]